# Бибов
Бибов (нем. Bibow) — община в Германии, в земле Мекленбург-Передняя Померания.
Входит в состав района Северо-Западный Мекленбург. Подчиняется управлению Нойклостер-Варин.  Население составляет 400 человек (на 31 декабря 2010 года). Занимает площадь 23,12 км².
Коммуна подразделяется на 5 сельских округов.